# Пісенний конкурс Євробачення 1964

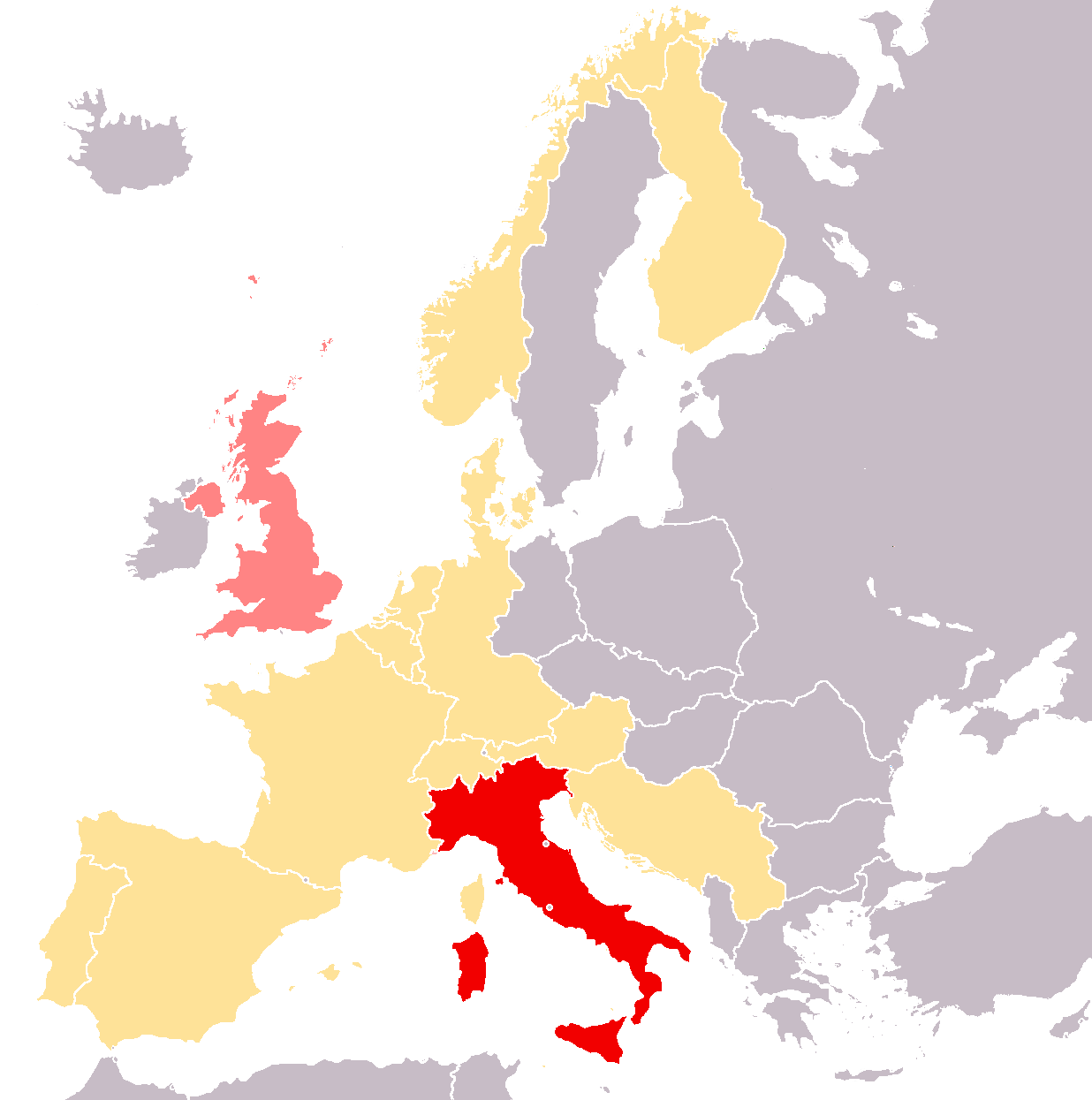
Країни - учасники конкурсу. Країни, що здобули:
1-е місце
2-е місце
3-є місце на пісенному конкурсі Євробачення

Пісенний конкурс Євробачення 1964 став 9-м конкурсом пісні Євробачення. Він пройшов 21 березня 1964 року в Копенгагені, столиці Данії. Швеція не змогла взяти участь у конкурсі через страйк артистів, але число учасників однаково залишилося рівним 16, тому що до їхнього числа приєдналася Португалія. Італія випередила своїх суперників з піснею «Non ho l'età», виконаною 16-річною Джильйолою Чинкветті.

#### Зміни в правилах
Знову була змінена система голосування, число членів журі в кожній країні було знову скорочене до 10 чоловік і вони вже розподіляли 9 очок. Пісня з найбільшою кількістю голосів отримувала від даної країни 5 очок, із другим результатом — 3 очка, і третя — 1 очко. У випадку якщо усі голоси дістаються одній пісні, вона отримує 9 очок, а якщо голоси розподілялись між двома піснями — першій діставалося 6 очок, а другій — 3. Якщо 3 і більше пісні отримували голоси, то першій давалося 5 очок, другій — 3 і третій одне очко.

## Результати
| # п/п | Країна          | Виконавець          | Пісня                                     | Очок | Місце |
| ----- | --------------- | ------------------- | ----------------------------------------- | ---- | ----- |
| 12    | Італія          | Джильола Чінкветті  | Non ho l'étà                              | 49   | 1     |
| 8     | Велика Британія | Метт Монро          | I love the little things                  | 17   | 2     |
| 10    | Монако          | Romuald             | Où sont-elles passées?                    | 15   | 3     |
| 7     | Франція         | Rachel              | Le chant de Mallory                       | 14   | 4     |
| 1     | Люксембург      | Hugues Aufray       | Dès que le printemps revient              | 14   | 4     |
| 6     | Австрія         | Удо Юргенс          | Warum nur, warum?                         | 11   | 6     |
| 5     | Фінляндія       | Lasse Mårtenson     | Laiskotellen                              | 9    | 7     |
| 3     | Норвегія        | Arne Bendiksen      | Spiral                                    | 6    | 8     |
| 4     | Данія           | Bjørn Tidmand       | Sangen om dig                             | 4    | 9     |
| 15    | Бельгія         | Robert Cogoi        | Près de ma rivière                        | 2    | 10    |
| 2     | Нідерланди      | Anneke Grönloh      | Jij bent mijn leven                       | 2    | 10    |
| 16    | Іспанія         | Tim, Nelly and Tony | Caracola                                  | 1    | 12    |
| 14    | Швейцарія       | Anita Traversi      | I miei pensieri                           | 0    | 13    |
| 9     | ФРН             | Nora Nova           | Man gewöhnt sich so schnell an das Schöne | 0    | 13    |
| 11    | Португалія      | António Calvário    | Oração                                    | 0    | 13    |
| 13    | Югославія       | Сабахудин Курт      | Zivot je sklopio krug                     | 0    | 13    |